# Lourdes Jiménez Fernández
Lourdes Jiménez Fernández (Màlaga, 23 d'abril de 1971) és una historiadora de l'art.
Llicenciada en Geografia i Història per la Universidad de Málaga i doctora per la Universitat de Barcelona. A l'inici de la seva trajectòria estigué activament vinculada al Departamento de Historia del Arte de la Universidad de Málaga. Especialitzada en art del segle xix, la seva tesi doctoral versà sobre El reflejo de Wagner en las artes plásticas españolas. De la Restauración a la Primera Guerra Mundial (2013). Sobre aquest tema ha publicat diversos treballs i ha participat en la exposició Richard Wagner, Visions d'artistes (Musées d'Art et Histoire, Ginebra 2005).
Fou la curadora del volum Liber Amicorum. A Francesc Fontbona, historiador de l'art (Generalitat de Catalunya, Barcelona 2019).
El 2016 el Museu de Màlaga li encarregà la l'audiovisual Inicio de la colección y del Museo de Málaga.
Des de fa anys treballa en la biografia del pintor simbolista Josep Maria Xiró i Taltabull (Barcelona, 1878-1937), sobre el que ja ha publicat alguns avançaments.
Ha col·laborat als volums dirigits per Francesc Fontbona Pintura històrica catalana. Art i memòria (Editorial Base, Barcelona 2015) i Pintura catalana. El Modernisme (Enciclopèdia Catalana, Barcelona 2016).
Ha col·laborat amb treballs de recerca a Boletín de Arte (Málaga), Revista de Catalunya, Butlletí de la Reial Acadèmia Catalana de Belles Arts de Sant Jordi i Serra d'Or (Barcelona), Boletín Museo de Bellas Artes de Bilbao o Espacio, Tiempo y Forma (Madrid),  i ha escrit sovint als programes de les temporades d'òpera del Teatro Real de Madrid, Teatro de la Maestranza de Sevilla, Palau de les Arts Reina Sofia de València i dels Amics del Liceu de Barcelona.
Ha estat comissària de diverses exposicions sobre la iconografia wagneriana per al Palau de les Arts Reina Sofia de València, i de l'exposició «Richard Wagner i Adrià Gual. Els plafons perduts de l'Associació Wagneriana» (Barcelona, Museu d'Història de Catalunya, 2013), el catàleg de la qual conté un amplíssim text monogràfic seu.  També va ser co-comissària de l'exposició «Albéniz, leyendas y verdades” al Centro Cultural Conde-Duque (Madrid, 2009).
Ha publicat articles biogràfics al Diccionario biográfico español (Madrid, Real Academia de la Historia, 2010) i al Diccionari d'historiadors de l'art català, valencià i balear (document en línia penjat des del 2012 a la web de l'IEC.). Col·laborà als catàlegs de les exposicions «Adolphe Appia» (Madrid, Círculo de Bellas Artes, 2004), Isaac Albéniz. Artista i mecenes (Museu Diocesà de Barcelona, 2009) i «Fascinació per Grècia. L'art a Catalunya als segles XIX i XX» (Museu d'Art de Girona, 2009).
Ha participat en congressos i ha donat conferències a Barcelona, Tarragona, Madrid, Oviedo, la Corunya, València, Logroño, Jerez de la Frontera i Màlaga.
Fa de gestora cultural independent, i te cura dels actes culturals organitzats per Ámbito Cultural, a Màlaga.
És acadèmica de la Real Academia de Antequera.